# Nemopistha bettoni
Nemopistha bettoni là một loài côn trùng trong họ Nemopteridae thuộc bộ Neuroptera. Loài này được Kirby miêu tả năm 1900.